# Fritz Schlieper
Fritz Schlieper (Koldromb, 4 agosto 1892 – Heidelberg, 4 giugno 1977) è stato un generale tedesco della Wehrmacht durante la seconda guerra mondiale.

## Biografia
Schlieper entrò a far parte dell'esercito imperiale tedesco il 24 febbraio 1911 come aspirante ufficiale e venne assegnato al 2º reggimento di artiglieria. Venne promosso tenente il 18 agosto 1912 col brevetto datato al 23 agosto 1910. Prese parte alla prima guerra mondiale ove ottenne entrambe le classi della croce di ferro.
Dopo la fine della guerra, passò al Reichswehr. Il 1º aprile 1934 venne promosso tenente colonnello ed il 15 ottobre 1935 venne nominato comandante del 17º reggimento di artiglieria. La sua promozione a colonnello ebbe luogo il 1º marzo 1936. Il 1º maggio 1938 venne nominato comandante del 24º reggimento di artiglieria. Il 1º settembre 1939, all'inizio della seconda guerra mondiale, divenne capo di stato maggiore del comando generale del XIII Armeekorps. Il 1º novembre 1939 venne promosso al grado di maggiore generale e quartiermastro della 18ª armata. Dal 1º maggio 1941 si trovò al comando della 45ª divisione di fanteria, succedendo al generale Gerhard Körner, ucciso in battaglia. Prese parte con la sua divisione dal 22 giugno 1941 alla campagna di Russia. Conquistò assieme al 2. Panzergruppe la fortezza di Brest-Litovsk con un assedio durato dal 22 giugno al 2 luglio 1941 e venendo quindi promosso tenente generale dal 1º novembre 1941. Il 27 dicembre 1941 venne insignito della croce di cavaliere della Croce di Ferro. Il 27 febbraio 1942, Schlieper venne nominato comandante di divisione da Fritz Kühlwein. Dal 15 aprile 1942 al 1º agosto 1944 fu capo della missione diplomatica voluta dalla Germania presso la prima repubblica slovacca.
Suo fratello era il maggiore generale Franz Schlieper.
Così si espresse nei suoi confronti il feldmaresciallo Wilhelm Keitel: "a causa della sua natura arida e dottrinale non è riuscito a ottenere la piena fiducia del governo della Slovacchia". Lo storico Christian Hartmann scrisse che Schlieper fu un personaggio difficile e persino a tratti stravagante, con uno stile di leadership estremamente conservatore e autoritario e questo è dimostrato anche dal fatto che gli uomini che combatterono sotto di lui, pur avendo subito scontri particolarmente pesanti, ricevettero ben poche decorazioni.